# Kegalj-grad
Kegalj-grad je kamena kula, ostatak utvrde na vrhu kamenog poluotoka s čije su tri strane rijeka Zrmanja. Nalazi se nedaleko od zaseoka Štalija (Mokro Polje), istočno od Ervenika, u Šibensko-kninskoj županiji.

## Opis
Vrijeme utemeljenja nije poznato, a u dokumentima se prvi put spominje 1433. kao jedna od pograničnih utvrda Hrvatsko-Ugarskoga Kraljevstva prema Mletačkoj Republici. Vrlo je vjerojatno da ga je sagradio Kegalj, rodonačelnik plemićke i velikaške obitelji Keglević kao sjedište posjeda u srednjem toku Zrmanje. Dimenzije utvrde bile su približno 42 m (sjever – jug) ×34 m (zapad – istok). Zbog konfiguracije tla građen je na tri nivoa, te u više faza, ovisno o okolnostima zbog kojih je nadograđivan. Pred navalom Osmanlija napušten je tijekom 1520-ih. Neposredno nakon završetka Morejskoga rata 1699. zaposjedaju ga vojnici serdara Zaviše Mitrovića te i dalje biva nadzorna postaja na putu od Novigradskoga mora prema unutrašnjosti. Nakon razgraničenja Mletačke Republike s Osmanskim Carstvom providur Alvise Mocenigo za čuvanje Kegaljgrada osniva postrojbu kojom je zapovijedao kapetan Stojan Mitrović. U držanju straže sudjelovao je još i novigradski glavar Luka Oštrić. Nakon pomicanja granice dublje u osmansko područje (1718.) straža na Kegaljgradu postaje suvišna, te je Kegaljgrad od tada prepušten propadanju.

## Vanjske poveznice
- Hrvatsko književno Društvo Sv.Jeronima  Arhivirana inačica izvorne stranice od 22. listopada 2009. (Wayback Machine) DANICA, hrvatski katolički kalendar za 2009. - Kegalj-grad, str. 179.